# 夜長姫と耳男
『夜長姫と耳男』（よながひめとみみお）は、坂口安吾の短編小説。飛騨の匠の弟子である耳男と、無邪気さと残酷さを併せ持つ長者の娘・夜長姫を中心として説話風に語られており、同じく説話風に書かれた『桜の森の満開の下』と並ぶ傑作として評価されている。作品執筆の背景には、随筆「飛騨・高山の抹殺―安吾の新日本地理・中部の巻―」（『安吾新日本地理』の一篇）などに描かれた、安吾の古代史とこの地方への興味・関心がある。また批評・研究においては、しばしば安吾の芸術観、恋愛観が色濃く反映された作品と見なされている。
1952年（昭和27年）、雑誌『新潮』6月号（第9巻第6号）の「小説」欄にて発表され、翌1953年（昭和28年）12月10日に単行本刊行された。同書には、他6編が収録されている。

## あらすじ
兎のように長い耳を持つ20歳の青年、耳男は、飛騨随一と言われる匠の弟子である。彼はあるとき、すでに死期が近い師匠に推薦され、使者アナマロに導かれて、師匠の代わりに夜長の里の長者のもとへ赴く。長者の用件は名人として名高い3人の匠に腕を競わせ、まだ13歳の姫（夜長姫）のための護身仏を彫らせることにあった。しかし長者と姫に引き合わされた彼は、姫にその大きな耳と馬のような顔を馬鹿にされて逆上し、仏像の代わりに恐ろしい化け物の像を彫る決意をする。
他の名人青笠（アオガサ）と、古釜（フルガマ）の代理で来た小釜（チイサガマ）が揃うと酒の席が設けられ、彼らは機織りの奴隷娘、江奈古（エナコ）に引き合わされる。長者は3人のうちの勝者に江奈古を与えると宣言するが、江奈古は耳男の容貌を馬鹿にし、耳男も彼女の里を馬鹿にする言葉を返すと、江奈古は不意に近づいて耳男の左耳を切り落とす。数日後、長者は客人に対する非礼への詫びとして、耳男自身の手で江奈古を殺させようとするが、従わず耳男は江奈古の縛めを解いてやる。そして「虫ケラに耳を噛まれただけだ」と言い捨てるが、それを聞きとめた夜長姫は、江奈古に耳男のもう一方の耳を切り取らせ、その光景を無邪気な笑顔で見守る。
耳男は長者の蔵の裏に小屋を建て、3年の間馬の顔の化け物を彫ることに専心する。そして絶えず姫の笑顔を思い浮かべ、それに対して心がひるむと蛇を取ってその生き血を吸い、残りの血は作りかけの像に滴らせ、死骸は小屋の天井から吊るした。3年後、像を完成させた耳男は、小屋を訪れた夜長姫から、耳男の彫った像を「ほかのものの百層倍、千層倍も」気に入ったと告げられる。姫は天井から吊るされた蛇の光景に感嘆するが、直後に侍女に小屋を焼き払わせ、耳男に服を着替えてくるように命じる。姫に殺されるのではないかと感じた耳男は、姫の笑顔を像として刻ませて欲しいと申し出る。長者と夜長姫はそれを承諾すると同時に、江奈古が耳男の耳を切った懐剣を使って自殺したこと、そして耳男が着替えた服が江奈古の服を仕立て直したものであることを教えられる。
耳男は姫の笑顔を刻んだ弥勒像の制作に取り掛かるが、その間、村に疱瘡が流行しはじめて多数の死者が出る。姫は「他に取り得もなさそうなバケモノだから」と言って耳男の化け物像を門前に据えさせ、一方で「今日も人が死んだ」とうれしそうにふれてまわる。やがて疱瘡の流行が止み、長者の邸からの死者は少なかったために、化け物像が村で信仰の対象になる。姫は像に供えられた食べ物を耳男のもとに届けながら、「バケモノ」が本当に「ホーソー神」を睨み返していたのを見たのだと言い、そして耳男がいま彫っている弥勒像には「お爺さんやお婆さんの頭痛をやわらげる力もない」と告げる。
ほどなく別の病が流行し、また多くの死者が出はじめる。夜長姫は耳男のもとを訪れて、耳男が以前やっていたように蛇をたくさん捕まえて来るように命じる。姫は耳男とともに楼に上り、そこで耳男を真似て蛇の生き血をすすり、また耳男に蛇の血をばら撒かせ、死骸を楼の天井に吊るさせる。耳男は姫が村人たちの死を願って蛇を吊るさせているのだと気づくが、翌日も姫の命令の通りに大量の蛇を獲ってくる。しかし、死ぬ人をみんな見ている太陽がうらやましい、という姫の言葉を聞いた耳男は、姫を殺さない限りこの「チャチな人間世界」はもたないと考え、意を決して姫を抱きすくめその胸に鑿を打ち込む。姫は笑顔のまま、
好きな物は咒（のろ）うか殺すか争うかしなければならないのよ。お前のミロクがダメなのもそのせいだし、お前のバケモノがすばらしいのもそのためなのよ。いつも天井に蛇を吊して、いま私を殺したように立派な仕事をして･･･
と言い遺して死に、耳男は姫を抱きかかえたまま気を失う。

## 舞台設定
『夜長姫と耳男』の成立の背景には、作品の舞台となった飛騨の土地と風土への安吾の関心がある。安吾はこの作品の執筆の前年1951年（昭和26年）に随筆『安吾新日本地理』を連載しており（『文芸春秋』3月-12月）、このうちの一篇である「飛騨・高山の抹殺―安吾の新日本地理・中部の巻―」（9月）の執筆のため、同年7月に飛騨・高山へ取材旅行に出かけた。随筆「飛騨・高山の抹殺」は、古代日本史において飛騨の地がことごとく無視されていることが、逆にこの地が天皇の始祖の地であり、天皇の世継ぎにまつわる隠された事件と、まぼろしの「飛騨王朝」の存在を示すものだと推理する紀行エッセイで、補遺として書かれた随筆「飛騨の顔」も同月に発表され、どちらの随筆にも、飛騨匠（「ヒダノタクミ」）たちが作者としての名を持たず（後世に残さず）、だからこそ国分寺の薬師座像や観音立像のような優れた仏像を彫ることができたのだとするくだりがある。
主人公・耳男の名も、耳が長いからそう呼ばれた仇名のようなものだとすれば、彼もやはりこうした無名の匠の一人として位置づけられていることになると井口時男は指摘し。『夜長姫と耳男』の第一の動機は、このような優れた作品を遺した飛騨の匠の心境を描くことにあったと兵藤正之助は考察している。

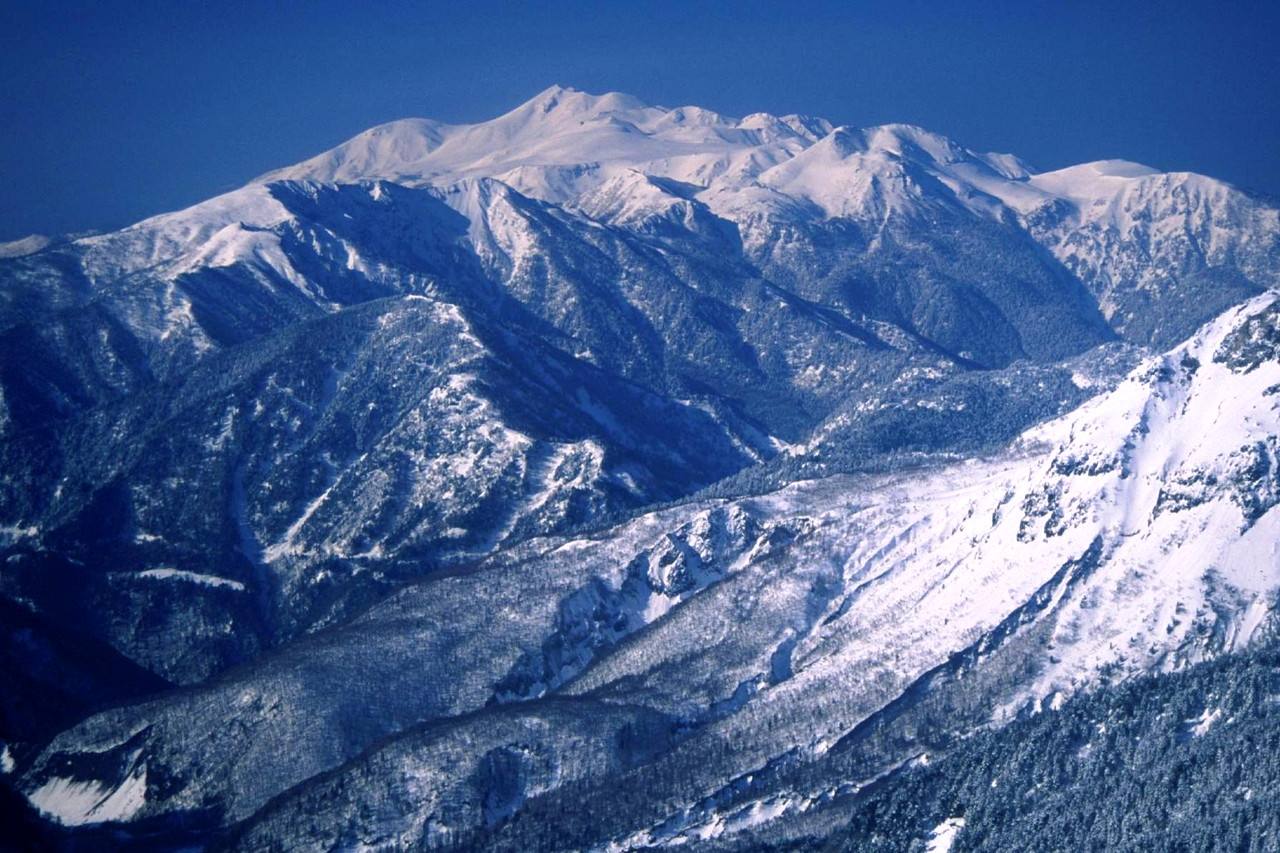
「そして、オレはヒメを見つめていた筈だが、ヒメのうしろに広々とそびえている乗鞍山が後々まで強くしみて残ってしまった」（「夜長姫と耳男」より）

随筆「飛騨の顔」にはまた、「ヒダ王朝」の王族の系統と「タクミ」の系統は人種が違うようだと推察するくだりがあり、ここから作中の「夜長の里」が一つの系統の部族であり、耳男の属する「タクミ」はそれとは別の系統だという想定が安吾にあったことが推察できると浅子逸男は解説している。また耳男が夜長姫と初めて会った場面では、夜長姫をずっと見つめていたはずが、どういうわけかその後ろの乗鞍山が目に残ってしまったというくだりがある。「飛騨・高山の抹殺」では乗鞍山は位山、つまり両面宿儺が神武天皇に位を授けたという伝説がある山と同一であると書かれており、これを考え合わせれば「夜長の里」は、その背後に天皇神話に関わる場所を控えた土地として設定されているということになると浅子は考察している。

## 文体と構造
『夜長姫と耳男』は昔話、童話寓話などを思わせる説話体の作品であり、物語は一貫して耳男（「オレ」）の一人称の語りによって進行する。その昔話風の印象は、幾つかの異なった話を合体させたかのような小説全体の趣、耳をそぎ落とされたり、蛇の血を飲んだりといった血なまぐさい素材、それに青笠、古釜、馬耳、夜長といった、生活の中からとられた登場人物の名称などによっても深められている。安吾の説話体の小説としてはほかに『桜の森の満開の下』（1947年）、『紫大納言』（1941年）が知られており、この3作はいずれも一組の男女を中心に扱っていること、男から女へ向かう意識のみが描かれ、その逆は描かれないこと、男が現実の住人であるのに対し女は「異界」の存在であるなど共通点が多い。また『夜長姫と耳男』には、耳を切り取られること、像をつくること、病の流行など、物語の諸要件が2度ずつ繰り返されるという構造も見出せる。
『桜の森の満開の下』に関しては、高貴で残酷な女と、そのために命をすり減らす下賎な男という図式においても共通している。このような話型は『タンホイザー』のような西洋の説話文学や、泉鏡花の『高野聖』、谷崎潤一郎の諸作品にも見られると七北数人は指摘している。また、3人の匠が腕を競い合う本作の前半部の物語については、かぐや姫伝説（『竹取物語』）のパロディになっているという指摘もあり、夜長姫もかぐや姫と同様、生まれながらにして光輝いたとされ、多くの男性のあこがれの的として描かれている。3人の匠が3年かけて腕を競うというのは、『竹取物語』において、3寸のかぐや姫が3月で成人し、3日の酒宴を執り行なうというように、3がモチーフとして頻出する「三の法則」と合致すると鬼頭七美は考察している。
奥野健男は『坂口安吾』（1976年）において、無邪気さと残酷さを併せ持つ夜長姫のイメージが『木々の精、谷の精』（1939年）、『篠笹の蔭の顔』（1940年）、『露の答』（1945年）に描かれた女性像に連なるものとしている。浅子逸男は『木々の精、谷の精』の主要人物3人の配置が、『夜長姫と耳男』の耳男、夜長姫、江奈古のそれに類似していることを指摘し、『木々の精、谷の精』には、語り手の男性・修吉と二人の女性、妙（たえ）と葛子（かつらこ）が登場するが、修吉は「古（いにしえ）の希臘（ギリシャ）の女」のような妙の美しさを認めながらも、彼が惹かれるのは天真爛漫で非現実的な美しさをもつ葛子のほうであり、それは耳男が江奈古には惹かれず、夜長姫に心を動かされるのと同様だとし、『夜長姫と耳男』の最終部で耳男が抱く、〈このヒメを殺さなければ、チャチな人間世界は持たないのだ〉という考えもまた、葛子を救うためには彼女を殺すか死なすかしなければならないという、修吉の想念に原型が見られるとしつつ、ただし夜長姫には葛子が持っているような、いまにもこわれてしまいそうな脆さはないと解説している。

## 解釈

### 芸術家および恋愛の主題
『夜長姫と耳男』研究史には、この作品を安吾の評論『文学のふるさと』（1941年）と結びつけたうえで、「芸術家の覚悟」の主題を見るという一連の流れがある。『文学のふるさと』では、ペロー版『赤ずきん』（赤ずきんが狼に食べられたままで終わってしまう）ような救いのない結末の物語について考察され、その「救ひ」のない「突き放された」読後の「ぷつんとちよん切られた空しい余白」に、「文学のふるさと」を見出すという文学論で、そこで安吾が主張する「モラルがない、といふこと自体が、モラルなのだ」という「生存それ自体が孕んでゐる絶対の孤独」の文学観は、しばしば『堕落論』『桜の森の満開の下』など他の文学作品とも通底するテーマとして結び付けられて論じられることが多く、「文学のふるさと」は安吾文学を解く重要なキーワードである。
『夜長姫と耳男』も例外ではなく、例えば由良君美は、江奈古による耳男の耳の切除を「象徴的去勢」、彼女の自殺を、彼女に転位された耳男の母体回帰願望の超克とするなどの精神分析的解釈を施しながら、耳男の仕事の過程を「芸術による自己超越」に向かう道と読み解き、また耳男が姫を刺す直前に見る〈キレイな青空〉の底知れぬ青さを、その自己超越の営みが目指すものと位置づけたうえで、この空が安吾の言う「文学のふるさと」と同義であるとしている。高桑法子は、安吾の「ふるさと」が「母性によって満たされる世界から自己を突き放し、人間関係を剥奪したところに始まる」ものとし、姫を刺し殺すまでの過程を「酷薄なる虚空の美を獲得してゆく男の過程」であるとした。
こうした芸術家の主題の他（あるいはそれと併せて）、安吾の女性観、恋愛観の反映や恋愛の主題を見る向きもある。奥野健男は、〈好きなものは咒うか殺すか争うかしなければならないのよ〉という姫の最期の言葉を「安吾の芸術観であり、恋愛観でもあろう」とし、この言葉をもって安吾は、過去に恋愛関係にあった矢田津世子へのイメージと愛を「完璧に芸術化」し得たのだとしている。角田旅人は、耳男の江奈古への態度に秘められた愛情を見て取り、本作を江奈古と夜長姫という「二人の女人に、互いに許すことのできない愛を（自分ではついに気づくことのないままに）抱いた男の悲劇」と読み解いている。『夜長姫と耳男』に恋愛観と芸術観という二つの流れを見る石川正人は、「姫の笑顔」に押し流されまいとして化け物の像を彫る耳男に「芸術という力を借りて、恋愛という得体の知れないものを克服しようとする男の姿」を見て取る。そして「好きな物は咒うか殺すか争うかしなければならない」という姫の最期の言葉を受け取れば、耳男は姫を殺したと同時に、恋愛という目的を達成したことになるとしている。

### 神話との関連性
作中の夜長姫の描かれ方を中心として、本作に神話的な構造を当てはめる解釈もある。美濃部重克は、夜長姫が死んだ江奈古の着物を耳男に着せている点に注目し、折口信夫の論文『水の女』に依拠しつつ、本作の物語の深層に「着せる女」と「着せられる男」の神話的物語が潜んでいるとしている。折口の論文によれば、巫女は原理的に水の力を自分のものとする「水の女」であり、また巫女には神のための着物を作り着せる役割があって、巫女が神に着物を「着せる」行為には異界の力をこの世のものに変換する力がある。美濃部によれば『夜長姫と耳男』はこの神話的物語を倒立させた物語であり、機織りである江奈古と、江奈古の服を耳男に着せる夜長姫とは分身的関係にある。そして「着せられる男」である耳男はこの世のものであるのに対して、「着せる女」である夜長姫たちは「異界」のものとして描かれ、彼女たちは「着せる」ことによって耳男の「闇の世界」への同化を図ろうとする。

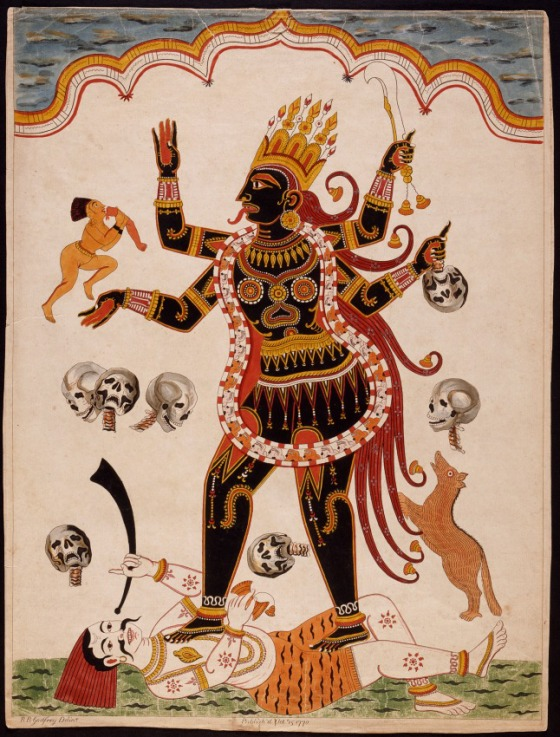
夜長姫の本性はカーリー神のような「破壊の神」であるとする論考もある

『夜長姫と耳男』『桜の森の満開の下』『紫大納言』の3作に同じ構造を見て取る柴田まち子も、夜長姫が「異界」の存在として描かれているとする。柴田によれば、夜長姫は巫女やかぐや姫との共通性を持つことから「聖性」を、またその裏腹としての「鬼性」を備えたものとして描かれており、一方で耳男はこの世の人間として描かれる。その耳男にも実は鬼性が潜んでいるのだが、彼は〈このヒメを殺さなければ、チャチな人間世界はもたない〉と考えて姫を殺すことによって、人間界の秩序の回復を試みる。また高桑法子は、安吾にチベット語の学習歴があることを踏まえながら、姫の残虐さは日本の女神に見られるようなものではなく、その本性はチベットのダーキニー神、インドのカーリー神やチャームンダーのような「破壊の神」であるとしている。

### 政治的背景について
作品執筆時の政治・社会的状況を踏まえた以下のような考察もある。鬼頭七美は、1949年に安吾が入院して以降、天皇への信仰を含む狂信や宗教心が文学的テーマに据えられていると指摘し、作中に呪術的な場面や姫への民衆の狂信が描かれていることなどから、民衆の狂信を扱った『山の神殺人』（1953年）『保久呂天皇』（1954年）などに連なる作品として本作を位置づけている。鬼頭によれば耳男による姫の刺殺は「人間の個としての主体性を確保」することを示す表現であり、その背景にあるものは、戦後の天皇信仰の復活に対する安吾の危機感であった。また青木純一は、『夜長姫と耳男』の同年に発表された随筆『もう軍備はいらない』で安吾が原子爆弾と政治・文化の関係を再論していることをふまえ、「破壊の女神」夜長姫には原子爆弾のイメージが仮託されているのではないかとしている。
加藤達彦は、人々の大量死を高楼から見守る夜長姫に「戦争」のイメージを見て取りつつ、彼女は安吾の言う「自分でも何をしでかすか分らない、自分とは何物だか、それもてんで知りやしない」（『教祖の文学』）、「ただの人間」像を「極度に純粋化」したものでもあるとし、耳男による彼女の刺殺はその安吾的な「人間」のあり方を耳男自身が内に宿すための「究極の試練」であるとした。加藤によればこの作品は、戦後、「国民統御のシステム」が推進されつつあった日本における「人間」の回復が目指された作品ということになる。

## 評価
『夜長姫と耳男』はその発表同年の1952年（昭和27年）、雑誌『群像』7月号における武者小路実篤、渡辺一夫、山本健吉の鼎談による「創作合評（六十二回）」に取り上げられた。
武者小路は、道具立ては多いが「姫の笑顔」にどんな意味があるのかわからず、だから耳男がそれに反抗するということも、姫を殺さなくてはならないと考える気持ちも飲み込めない、「ヴィジョンは見えるけども、内容は感じて来ない」と否定的な評価を下しており、ただ内容は別として「文章から受ける感じとか、あるいは調子で読ませるというものは何かあるかもしれない」と評している。反対に渡辺は「非常に面白く読みました」と肯定的に捉えているが、「ヒメ」「オレ」といった片仮名の多用に疑問を呈しており、またリラダンの短編に見られるような、「お姫様」を「絢爛たるもの」に描くようなところがなかったのが物足りなかったと述べている。山本は姫の「非人間的な残虐さ」に作者の「反俗精神」を見出し、またこういった寓話的な作品はこれまでの日本にはあまりなかったと指摘している。
奥野健男は『坂口安吾』（1976年）にて、『夜長姫と耳男』を『桜の森の満開の下』とともに「安吾文学の最高峰」と位置づけた。以後、本作品は現在まで安吾作品の傑作の一つとされてきている。近年では、『桜の森の満開の下』とともに安吾の「幻想作家としての一面を鮮烈に印象付けている」とする七北数人の評がある。

## 収録書誌情報
- 日本文芸家協会編『創作代表選集』第10集（1952年9月、大日本雄弁会講談社）[2]
- 『年刊日本文学 昭和二十七年度』（1953年4月、筑摩書房）[2]
- 『夜長姫と耳男』（1953年12月、大日本雄弁会講談社）
  - なお、この単行本に収録されたものはそれ以前のものと表記上かなりの異同がある[47]。

2013年現在、入手しやすい収録本としては以下のものがある。
- 講談社文芸文庫 『桜の森の満開の下』 1989年（解説・川村湊）ISBN 4003118227
- 岩波文庫 『桜の森の満開の下・白痴 他十二篇』 2008年（解説・七北数人）ISBN 4061960423

## 翻案

### 舞台化
- 野田秀樹 『贋作・桜の森の満開の下』 - 本作と「桜の森の満開の下」を下敷きにして書かれた戯曲[48]。1989年に日本青年館にて野田演出・主演で初演。1992年、2001年にも再演されている。
- 間宮芳生作曲 オペラ『夜長姫と耳男』 - 水戸芸術館委嘱作品。同館コンサートホールにて1990年5月に初演[49]。指揮：間宮芳生、台本：友竹正則、演出：木村光一、出演：豊田喜代美、小林加代子（ソプラノ）／水野賢司、竹沢嘉明（バリトン）／斉藤忠生（テノール）[50]

### 漫画化
- 凜野ミキ 『桜の森の満開の下/夜長姫と耳男』 一友社〈一友社名作劇場 1〉、2006年
- 近藤ようこ 『夜長姫と耳男』 小学館〈ビッグコミックススペシャル〉、2007年
- 萩原玲二、タナカ☆コージ 『桜の森の満開の下 夜長姫と耳男』ホーム社〈ホーム社 MANGA BUNGOシリーズ〉、2010年